# Piz Varuna
Pour les articles homonymes, voir Varuna (homonymie).
Le piz Varuna est un sommet des Alpes, à cheval entre le canton des Grisons en Suisse et la Lombardie en Italie.
Situé à 3 453 ou 3 454 m d'altitude, dans la chaîne de la Bernina, sa voie d'accès se fait par le refuge Sassal Mason (2 355 m).